# Condé-sur-Aisne
Condé-sur-Aisne – miejscowość i gmina we Francji, w regionie Hauts-de-France, w departamencie Aisne.
Według danych na styczeń 2014 roku gminę zamieszkiwało 418 osób, a gęstość zaludnienia wynosiła 111,8 osób/km².